# Pendowo Asri
Pendowo Asri is een bestuurslaag in het regentschap Way Kanan van de provincie Lampung, Indonesië. Pendowo Asri telt 8121 inwoners (volkstelling 2010).